# Jake Wood

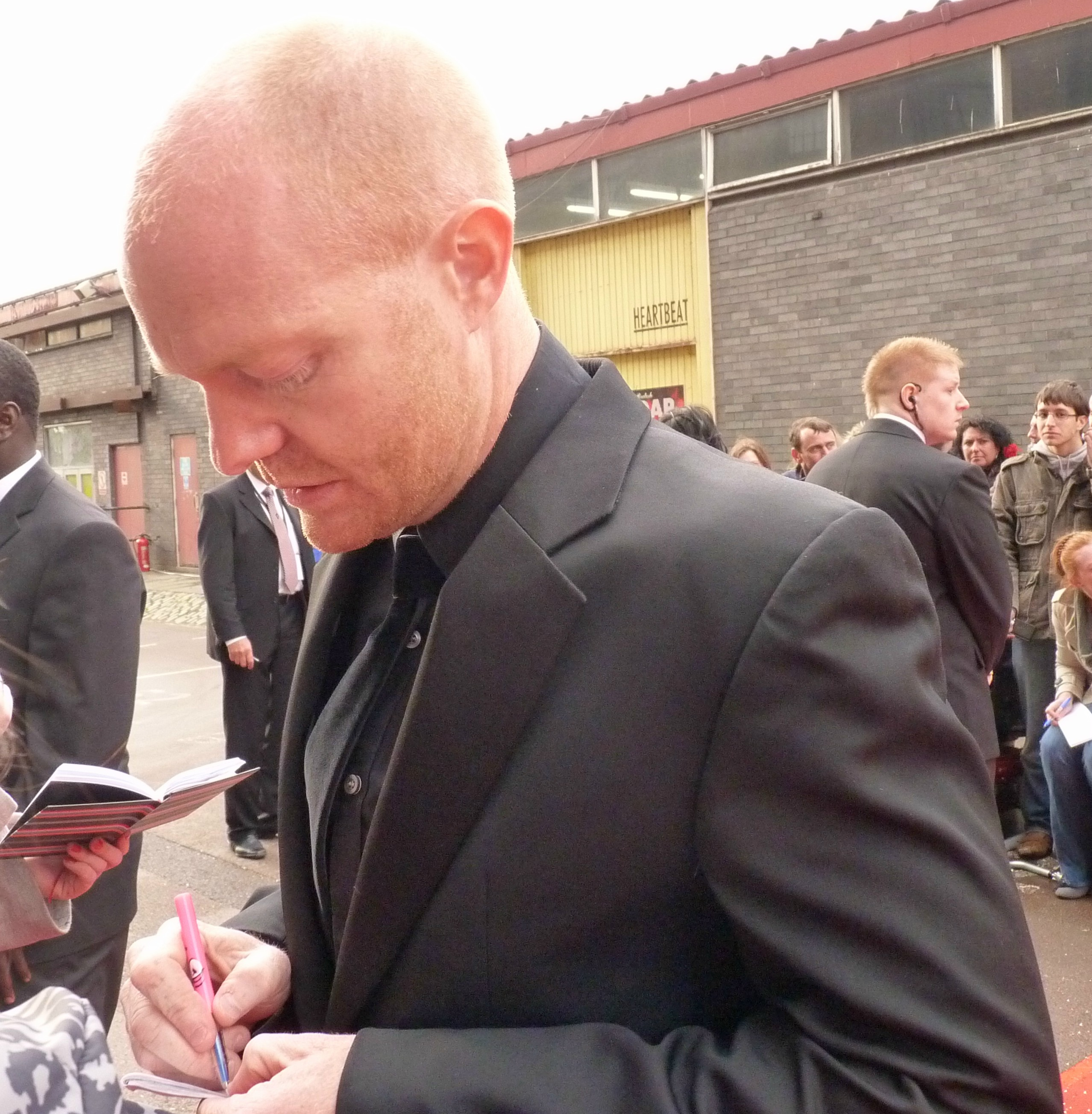
Jake Wood, 2011

Jake Wood (* 12. Juli 1972 in Westminster, London) ist ein britischer Schauspieler.
Wood spielt vorwiegend in Fernsehfilmen und Fernsehserien. Seit 1990 spielt er die Rolle des Max Branning in der BBC-Seifenoper EastEnders. Zuvor spielte er in zwei Episoden die Rolle des Jackson.
Für seine Rolle des Max Branning in EastEnders gewann Woods 2008 einen British Soap Award in der Kategorie Best Storyline und 2012 einen British Soap Award in der Kategorie Best Onscreen Partnership.

## Filmografie (Auswahl)
- 1985: Flesh and Blood (Flesh+Blood)
- 1987: Scoop (Fernsehfilm)
- 1988–1996: The Bill (Fernsehserie, 5 Folgen)
- 1989: Bodo – Eine ganz normale Familie
- 1989: Skulduggery (Fernsehfilm)
- 1990: Inspektor Morse, Mordkommission Oxford (Inspector Morse; Fernsehserie, 1 Folge)
- seit 1990: EastEnders (Fernsehserie)
- 1991: Miss Marple – They Do It with Mirrors (Fernsehfilm)
- 1991–1996: Casualty (Fernsehserie, 3 Folgen)
- 1994: Screen On: A Breed of Heroes (Fernsehserie, eine Folge)
- 1994: Der Aufpasser (Minder; Fernsehserie, 1 Folge)
- 1995: Eleven Men Against Eleven (Fernsehfilm)
- 1995: Inspektor Fowler – Härter als die Polizei erlaubt (The Thin Blue Line, Fernsehserie, 1 Folge)
- 1996: Crimetime – Das Auge des Verbrechens (Crimetime)
- 2000: The Wilsons (Fernsehserie, 6 Folgen)
- 2002: Lenny Blue (Fernsehfilm)
- 2002: Silent Witness (Fernsehserie, 1 Folge)
- 2002: Sunday (Fernsehfilm)
- 2002: Tough Love (Fernsehfilm)
- 2003: Doc Martin and the Legend of the Cloutie (Fernsehfilm)
- 2003: Grease Monkeys (Fernsehserie, 10 Folgen)
- 2003: The Crooked Man (Fernsehfilm)
- 2004: Vera Drake
- 2004: Von Hitlers Schergen gehetzt (The Aryan Couple)
- 2005: Uncle Adolf (Fernsehfilm)
- 2006: The Illusionist